# Clambidae
Clambidae je čeleď brouků z nadčeledi Scirtoidea.

## Taxonomie
- rod Calyptomerus L.Redtenbacher, 1849
- rod Clambus Fischer von Waldheim, 1821
- rod Loricaster
- rod Sphaerothorax Endrödy-Younga, 1959

## Externí odkazy

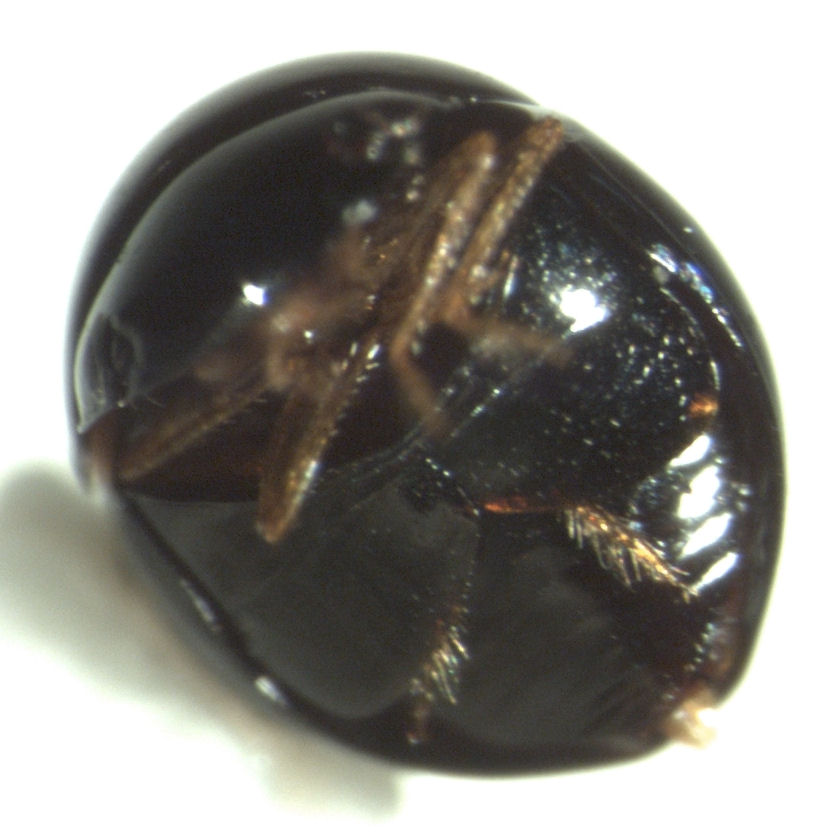
Clambus pluto